# Salvia monantha
Salvia monantha là một loài thực vật có hoa trong họ Hoa môi. Loài này được Brandegee ex Epling miêu tả khoa học đầu tiên năm 1938.